# جیمز پیورفوی
جیمز پیورفوی (انگلیسی: James Purefoy؛ زادهٔ ۳ ژوئن ۱۹۶۴) یک بازیگر اهل بریتانیا است. وی از سال ۱۹۸۸ تاکنون مشغول فعالیت بوده‌است.
پیورفوی از دهه ۱۹۸۰ در نمایش‌ها و مجموعه‌های تلویزیونی مختلف در انگلستان به شهرت رسید. او بیشتر در مجموعه‌های تلویزیونی نقش آفرینی می‌کند.
از فیلم‌ها یا برنامه‌های تلویزیونی که وی در آن نقش داشته‌است می‌توان به سریال ماجراهای شرلوک هولمز اپیزود 'راز دره بوسکومپ  در نقش جیمز مک کارتی  رزیدنت ایول: قصاص، داستان یک شوالیه، رزیدنت ایول، جان کارتر و ونیتی فیر، زنان و حرف‌های آنچنانی، خون شریر و سولومون کین اشاره کرد.
او با بازی در نقش پروفسور جو کارول، استاد دانشگاهی که مریض روانی بود و کشتن کار مورد علاقه اش می باشد در مجموعه تلویزیونی پیروی به عنوان نقش اصلی ظاهر شد.
پیورفوی همچنین بازیگر نقش اصلی V در فیلم وی برای وندتا محصول ۲۰۰۵ بود و به مدت ۶ هفته هم در فیلمبرداری حضور داشت اما وقتی که اعلام کرد با ماسک بازی خوبی ارائه نمی‌دهد و بدون ماسک بازی بهتری ارائه می‌کند، با تهیه‌کننده‌های فیلم مشکل پیدا کرده و سرانجام هوگو ویوینگ جایگزین او شد. اما صحنه‌هایی با بازی وی همچنان در فیلم موجود است.
پیورفوی تا کنون دو بار ازدواج کرده‌است
بار اول با هالی آیرد (۱۹۹۶–۲۰۰۲) و از او صاحب پسری به نام جوزف (متولد ۱۹۹۷) می‌باشد.
بار دوم در زادگاه خود سامرست با جسیکا آدامز در سال ۲۰۱۴ ازدواج کرد؛ و از وی هم صاحب دختری به نام رز (متولد ۲۰۱۲) می‌باشد.
او همچنین در سال ۲۰۱۷ صاحب دوقلوهایی به اسم ند و کیت شد.
جیمز تا سن ۱۶ سالگی مشاغل مختلفی از جمله کار در یک مزرعه خوک و همچنین به عنوان متصدی در یک بیمارستان محلی را تجربه کرد.
بازی او در سریال کربن تغییر شکل یافته محصول سال ۲۰۱۸ شبکه نت فلیکس در نقش Laurence Bancroft و در نقش مقابل Joel kinneman دیدنی است.
او در سن ۱۸ سالگی دوباره به تحصیل روی آورد و با کسب نمره ای عالی در دانشگاه مرکزی سخنرانی و درام لندن ثبت نام کرد.
در سال ۱۹۹۵ جیمز برای نقش جیمز باند در فیلم چشم طلایی تست بازیگری داد که مورد قبول واقع نشد.
همچنین بین سال ۲۰۰۴ و ۲۰۰۵ شایعه شد که او جایگزین احتمالی پیرس برازنان برای بازی در نقش جیمز باند در فیلم‌های بعدی این مجموعه می‌باشد.
در فیلم تکانه (momentum) محصول سال ۲۰۱۵ او جایگزین بازیگر معروف فرانسوی Vincent cassel شد؛ و با Morgan freeman وOlga kurylenko همبازی شد.
پیورفوی از سال ۲۰۰۱ به واسطه بازی در فیلم داستان یک شوالیه در کنار heath ledger توانست در سطحی خوب از سینما دیده شود.
او در سال ۱۹۹۴ به همراه jude Law و ken Scott در نمایش خانه ای در غرب یورکشایر و در شهر لیدز اجرا داشت.
قد او ۱۸۵ سانتیمتر است؛ و دارایی او در سال ۲۰۱۷ به مبلغ ۶ میلیون دلار اعلام شده‌است. او بیشتر در نقش‌های منفی و ضد قهرمان ظاهر می‌شود و بازی خوبی را انجام می‌دهد.